# Grégory Mallet
Grégory Mallet (ur. 21 marca 1984 w Rueil-Malmaison) – francuski pływak, dwukrotny wicemistrz olimpijski, srebrny i brązowy medalista mistrzostw świata, brązowy medalista mistrzostw Europy.
Mallet specjalizuje się w pływaniu stylem dowolnym. Do jego największych sukcesów zalicza się zdobycie dwóch srebrnych medali igrzysk olimpijskich. W 2008 roku w Pekinie zajął drugie miejsce w sztafecie 4 × 100 m stylem dowolnym. Cztery lata później wywalczył srebrny medal w Londynie w wyścigu na 4 × 200 m stylem dowolnym.
Startując na mistrzostwach świata Francuz pierwszy medal wywalczył w 2009 roku w Rzymie w konkurencji 4 × 100 m stylem dowolnym. W 2011 roku w Szanghaju zdobył srebrny medal w sztafecie 4 × 200 m stylem dowolnym.
Ma w swoim dorobku jeden medal mistrzostw Europy, z 2006 roku w Budapeszcie w sztafecie 4 × 100 m stylem dowolnym.